# Yowri Gareginyan
Yowri Gareginyan (in armeno Յուրի Գարեգինյան?; traslitterazione anglosassone: Yuri Gareginyan; Erevan, 3 febbraio 1994) è un calciatore armeno, centrocampista dell'Alaškert.

## Carriera

### Club
Ha giocato nella massima serie armena, vestendo le maglie di Ararat, Noah e P'yownik.

### Nazionale
Esordisce con la nazionale armena l'11 ottobre 2020, in un match di UEFA Nations League pareggiato per 2-2 contro la Georgia.

## Palmarès

### Club

#### Competizioni nazionali
- Coppa d'Armenia: 1

Noah: 2019-2020
- Supercoppa d'Armenia: 1

Noah: 2020
- Campionato armeno: 1

P'yownik: 2021-2022